# Troldsmør
Troldsmør (Fuligo septica) er en art plasmodisk svampedyr i klassen Myxogastria (tidl. Myxomycetes). Det kaldes troldsmør, formentlig pga. sin karakteristiske gule farve. Den er ret almindelig i Danmark og findes over hele verden (undtagen Antarktis). Den lever på nedbrudt træ, og kan nogen gange findes i haver på barkflis efter kraftig regn.
Dens gule sommerform (plasmodiet) er mobil, og opfører sig nærmest som en snegl, idet den spiser af underlaget som den bevæger sig henover - typisk nedbrudt plantemateriale. Den hvide vinterform (aetheliet) er immobil, og består af en gråhvid hinde omsluttende et indre af mørkt sporestøv.
Plasmodiet er en klæbrig eller "slimet" gul, kornet masse, der ved nærmere eftersyn tydeligt ikke minder om smør, men måske snarere om gylp og på engelsk hedder den da også "dog vomit" (altså hundeopkast), men har ikke den ubehagelige lugt. Den udgør heller ingen smittefare og er ikke giftig, men kan fremkalde allergiske reaktioner. Plasmodiet er i princippet én celle forstået på den måde at der ikke er nogen cellevægge i plasmodiet, men blot en masse cellekerner i én fælles masse. Hvis det bliver for tørt kan den antage en 3. form, sclerotiet, en indtørret dvaleform, oftest gråhvid, som holdes indtil forholdene bliver mere fugtige igen.
Bemærk at troldsmør på engelsk kaldes scrambled egg slime eller dog vomit slime mold. Det engelske navn troll’s butter bruges i stedet om nostoc.